# Kate Bolduan
Katherine Jean "Kate" Bolduan (Goshen, 28 de julho de 1983) é uma jornalista estadunidense. Ela é a apresentadora do At This Hour with Kate Bolduan na rede CNN. Anteriormente, foi âncora dos programas New Day e The Situation Room, e State of America with Kate Bolduan na CNN International.